# Pentaceròtids
Els pentaceròtids (Pentacerotidae) són una família de peixos marins inclosa en l'ordre Perciformes.

## Gèneres
Existeixen 14 espècies agrupades en 7 gèneres: 
- Gènere Evistias Jordan, 1907
  - Evistias acutirostris (Temminck i Schlegel, 1844)
- Gènere Histiopterus Temminck & Schlegel, 1844
  - Histiopterus typus Temminck & Schlegel, 1844
- Gènere Parazanclistius Hardy, 1983
  - Parazanclistius hutchinsi Hardy, 1983
- Gènere Paristiopterus Bleeker, 1876
  - Paristiopterus gallipavo Whitley, 1944
  - Paristiopterus labiosus (Günther, 1872)
- Gènere Pentaceropsis Steindachner & Döderlein, 1883
  - Pentaceropsis recurvirostris (Richardson, 1845)
- Gènere Pentaceros Cuvier i Valenciennes, 1829
  - Pentaceros capensis Cuvier, 1829
  - Pentaceros decacanthus Günther, 1859
  - Pentaceros japonicus Steindachner, 1883
  - Pentaceros quinquespinis Parin i Kotlyar, 1988
- Gènere Pseudopentaceros Bleeker, 1876
  - Pseudopentaceros richardsoni Smith, 1844
  - Pseudopentaceros wheeleri Hardy, 1983
- Gènere Zanclistius Jordan, 1907
  - Zanclistius elevatus (Ramsay & Ogilby, 1888)